# プレクムリェ地方

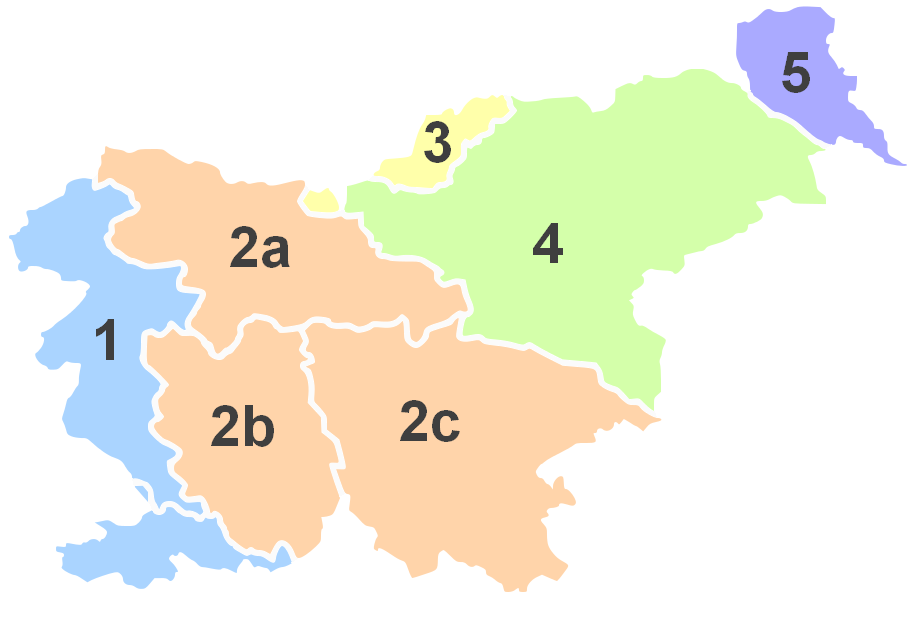
最東北端の5がプレクムリェ地方（青色）

プレクムリェ地方（Prekmurje, ハンガリー語：Muramente, Muravidék）はスロベニアの最北東端に位置する伝統的な地方で、行政単位としての意味は持たない。
「プレクムリェ」とは「ムール川の向こう側」という意味のスロベニア語である。
ハンガリー王国のスロベニア語話者（スロベニア人）居住地方で、トリアノン条約の結果セルビア・クロアチア・スロベニア王国に割譲された。その後ハンガリーに占領されたりなどしたが最終的にセルビア・クロアチア・スロベニア王国に戻った。ハンガリー語ではムラメンテ、ムラヴィデーク。
スロベニアでハンガリー王国に属していた唯一の地方であるために少数派としてマジャル人やロマも多く住んでおり、スロベニア国内で文化的、言語的に独自性を有している。
パンノニア平原の縁に位置し、ハンガリー方面に向かってなだらかな地形が続く。

## 主な自治体
- ヴェリカ・ポラナ（ナジパリナー）
- クズマ
- コビリェ（ケベレシュセントマールトン）
- グラード (スロベニア)（フェルシェーレンドヴァ）
- クリジェフツィ (プレクムリェ)（トートケレストゥール）
- ゴルニ・ペトロフツィ（ペーテルヘジ、ペトローツ）
- シャロフツィ（シャル）
- チュレンショフツィ（チェルフェルド）
- ツァンコヴァ（ヴァシュヒデックート）
- トゥルニシチェ（バーントルニャ）
- ドブロヴニク（ドブローナク、レンドヴァヴァーシャールヘイ）
- プツォンツィ（バッチャーンド）* ベルティンツィ（ベラティンツ）
- ホドシュ
- ムルスカ・ソボタ（ムラソンバト）
  - ラキチャン（バッチャーンファルヴァ）
- モラフスケ・トプリツェ（アルショーマラーツ）
- ラスクリジイェ
- レンダヴァ（レンドヴァ）
- ロガショフツィ（サルヴァシュラク）